# Marc-Antoine Pouliot
Pour les articles homonymes, voir Pouliot.
Marc-Antoine Pouliot (né le 22 mai 1985 à Québec, dans la province de Québec, au Canada) est un joueur professionnel canado-suisse de hockey sur glace.

## Carrière de joueur
Prolifique au niveau junior, il mène, en compagnie de Sidney Crosby, l'Océanic de Rimouski à une deuxième participation au tournoi de la Coupe Memorial 2005. Ils perdent lors de la finale dans une partie disputé contre les Knights de London. Il est sélectionné par les Oilers d'Edmonton en 1re ronde du repêchage de 2003.
Il se joint donc à l'organisation des Oilers lors de la saison 2005-2006. Il y joue la majorité de la saison avec les Bulldogs de Hamilton, qui sont alors le club-école des Oilers et des Canadiens de Montréal. La saison suivante, il joue plus de la moitié de la saison à Edmonton, jouant 47 parties et récoltant 11 points (4 buts et 7 assistances). L'année suivante, il prend part à 24 rencontres avec les Oilers, récoltant 1 but et 6 mentions d'aide, alors qu'il passe l'autre partie de la saison avec les Falcons de Springfield, dans la ligue Américaine.
Le 8 juillet 2008, il signe une entente de 2 ans avec les Oilers, lui qui est alors devenu agent libre avec restriction. Au terme de ce contrat, il rejoint l'organisation du Lightning de Tampa Bay. Il fait ses débuts avec Tambay Bay à la mi-novembre 2010 en remplacement de Vincent Lecavalier, victime d'une fracture à une main. 
En 2012, il rejoint le championnat suisse en signant un contrat de 1 an avec le HC Bienne. Une année plus tard, il s'engage avec le HC Fribourg-Gottéron, vice-champion en titre. Après trois saisons passées au sein du club, il retourne au HC Bienne durant la saison 2016-2017.

## Statistiques

### En club
| Saison     | Équipe                            | Ligue          |                   | Saison régulière  | Saison régulière  | Saison régulière  | Saison régulière  | Saison régulière  |                   | Séries éliminatoires | Séries éliminatoires | Séries éliminatoires | Séries éliminatoires | Séries éliminatoires |
| Saison     | Équipe                            | Ligue          | PJ                | B                 | A                 | Pts               | Pun               | PJ                | B                 | A                    | Pts                  | Pun                  |                      |                      |
| 2000-2001  | Gouverneurs de Sainte-Foy         | QAAA           | 38                | 16                | 39                | 55                | 52                | 16                | 8                 | 12                   | 20                   | 16                   |                      |                      |
| 2001-2002  | Océanic de Rimouski               | LHJMQ          | 28                | 9                 | 14                | 23                | 32                | 5                 | 0                 | 0                    | 0                    | 4                    |                      |                      |
| 2002-2003  | Océanic de Rimouski               | LHJMQ          | 65                | 32                | 41                | 73                | 100               | -                 | -                 | -                    | -                    | -                    |                      |                      |
| 2003-2004  | Océanic de Rimouski               | LHJMQ          | 42                | 25                | 33                | 58                | 62                | 9                 | 5                 | 7                    | 12                   | 12                   |                      |                      |
| 2004-2005  | Océanic de Rimouski               | LHJMQ          | 70                | 45                | 69                | 114               | 83                | 13                | 4                 | 15                   | 19                   | 8                    |                      |                      |
| 2005       | Océanic de Rimouski               | Coupe Memorial | -                 | -                 | -                 | -                 | -                 | 5                 | 3                 | 6                    | 9                    | 2                    |                      |                      |
| 2005-2006  | Bulldogs de Hamilton              | LAH            | 65                | 15                | 30                | 45                | 63                | -                 | -                 | -                    | -                    | -                    |                      |                      |
| 2005-2006  | Oilers d'Edmonton                 | LNH            | 8                 | 1                 | 0                 | 1                 | 0                 | -                 | -                 | -                    | -                    | -                    |                      |                      |
| 2006-2007  | Penguins de Wilkes-Barre/Scranton | LAH            | 33                | 14                | 17                | 31                | 20                | 11                | 5                 | 5                    | 10                   | 4                    |                      |                      |
| 2006-2007  | Oilers d'Edmonton                 | LNH            | 46                | 4                 | 7                 | 11                | 18                | -                 | -                 | -                    | -                    | -                    |                      |                      |
| 2007-2008  | Falcons de Springfield            | LAH            | 55                | 21                | 26                | 47                | 47                | -                 | -                 | -                    | -                    | -                    |                      |                      |
| 2007-2008  | Oilers d'Edmonton                 | LNH            | 24                | 1                 | 6                 | 7                 | 12                | -                 | -                 | -                    | -                    | -                    |                      |                      |
| 2008-2009  | Oilers d'Edmonton                 | LNH            | 63                | 8                 | 12                | 20                | 23                | -                 | -                 | -                    | -                    | -                    |                      |                      |
| 2009-2010  | Oilers d'Edmonton                 | LNH            | 35                | 7                 | 7                 | 14                | 21                | -                 | -                 | -                    | -                    | -                    |                      |                      |
| 2009-2010  | Falcons de Springfield            | LAH            | 4                 | 1                 | 5                 | 6                 | 12                | -                 | -                 | -                    | -                    | -                    |                      |                      |
| 2010-2011  | Lightning de Tampa Bay            | LNH            | 3                 | 0                 | 0                 | 0                 | 0                 | -                 | -                 | -                    | -                    | -                    |                      |                      |
| 2010-2011  | Admirals de Norfolk               | LAH            | 69                | 25                | 47                | 72                | 53                | 6                 | 4                 | 3                    | 7                    | 4                    |                      |                      |
| 2011-2012  | Coyotes de Phoenix                | LNH            | 13                | 0                 | 4                 | 4                 | 2                 | 8                 | 1                 | 1                    | 2                    | 2                    |                      |                      |
| 2011-2012  | Pirates de Portland               | LAH            | 48                | 12                | 24                | 36                | 63                | -                 | -                 | -                    | -                    | -                    |                      |                      |
| 2012-2013  | HC Bienne                         | LNA            | 48                | 9                 | 31                | 40                | 86                | 7                 | 3                 | 4                    | 7                    | 18                   |                      |                      |
| 2013-2014  | HC Fribourg-Gottéron              | LNA            | 40                | 8                 | 22                | 30                | 38                | -                 | -                 | -                    | -                    | -                    |                      |                      |
| 2014-2015  | HC Fribourg-Gottéron              | LNA            | 49                | 19                | 24                | 43                | 66                | 6                 | 1                 | 1                    | 2                    | 10                   |                      |                      |
| 2015-2016  | HC Fribourg-Gottéron              | LNA            | 26                | 8                 | 16                | 24                | 30                | 5                 | 1                 | 6                    | 7                    | 2                    |                      |                      |
| 2016-2017  | HC Fribourg-Gottéron              | LNA            | 8                 | 1                 | 2                 | 3                 | 6                 | -                 | -                 | -                    | -                    | -                    |                      |                      |
| 2016-2017  | HC Bienne                         | LNA            | 28                | 12                | 17                | 29                | 16                | 5                 | 0                 | 2                    | 2                    | 38                   |                      |                      |
| 2017-2018  | HC Bienne                         | LNA            | 47                | 13                | 29                | 42                | 89                | 12                | 5                 | 8                    | 10                   | 12                   |                      |                      |
| 2018-2019  | HC Bienne                         | LNA            | 44                | 14                | 19                | 33                | 48                | 7                 | 1                 | 2                    | 3                    | 6                    |                      |                      |
| 2019-2020  | HC Bienne                         | LNA            | 35                | 12                | 16                | 28                | 28                | -                 | -                 | -                    | -                    | -                    |                      |                      |
| 2020-2021  | HC Bienne                         | LNA            | 43                | 15                | 17                | 32                | 48                | -                 | -                 | -                    | -                    | -                    |                      |                      |
| 2021-2022  | Genève-Servette HC                | LNA            | 27                | 11                | 9                 | 20                | 24                | 2                 | 0                 | 0                    | 0                    | 0                    |                      |                      |
| 2022-2023  | Genève-Servette HC                | LNA            | 45                | 13                | 16                | 29                | 49                | 18                | 6                 | 2                    | 8                    | 18                   |                      |                      |
| 2023-2024  | Genève-Servette HC                | LNA            | Saison en cours ? | Saison en cours ? | Saison en cours ? | Saison en cours ? | Saison en cours ? | Saison en cours ? | Saison en cours ? | Saison en cours ?    | Saison en cours ?    | Saison en cours ?    |                      |                      |
| Totaux LNH | Totaux LNH                        | Totaux LNH     | 192               | 21                | 36                | 57                | 76                | -                 | -                 | -                    | -                    | -                    |                      |                      |

### En équipe nationale
| Année | Équipe | Compétition                  |   | PJ | B | A | Pts | Pun               |  | Résultat |
| 2003  | Canada | Championnat du monde -18 ans | 7 | 2  | 7 | 9 | 6   | Médaille d'argent |  |          |
| 2012  | Canada | Coupe Spengler               | 3 | 1  | 0 | 1 | 0   | Vainqueur         |  |          |
| 2014  | Canada | Coupe Spengler               | 4 | 1  | 5 | 6 | 2   | Demi-finaliste    |  |          |
| 2016  | Canada | Coupe Spengler               | 5 | 2  | 4 | 6 | 4   | Vainqueur         |  |          |

## Trophées et honneurs personnels
- Ligue de hockey junior majeur du Québec
  - 2004-2005 : nommé dans la 1re équipe d'étoiles
- Coupe Memorial
  - 2005 : remporte le Trophée George Parsons
- Coupe Spengler
  - 2012 : remporte la compétition
  - 2016 : remporte la compétition

- NLA
  - 2022-2023 : Remporte le championnat à la suite des playoffs avec Genève Servette
  - 2024 : remporte la ligue des champions avec Genève-Servette